# Station Myszków
Station Myszków is een spoorwegstation in de Poolse plaats Myszków.